# Suzuki DR 800
 (juin 2018).
Si vous disposez d'ouvrages ou d'articles de référence ou si vous connaissez des sites web de qualité traitant du thème abordé ici, merci de compléter l'article en donnant les références utiles à sa vérifiabilité et en les liant à la section « Notes et références ».
La Suzuki DR800 est une moto de type trail produite par le constructeur japonais Suzuki, ayant pour particularité d'être le plus gros monocylindre jamais commercialisé.

## Historique
En 1990, Suzuki, déjà fort de sa 750 commercialisée en 1988 et des versions Djebel de la DR 600 et 650 RS, décide à nouveau de bousculer le monde du trail en présentant la 800 DR, le trail monocylindre ayant la plus grosse cylindrée (le prototype 820 de Gaston Rahier au Rallye Dakar de 1988 en donnait déjà un avant-goût).
Quelque temps plus tôt (1987), sa première version de série en 750 était présentée au salon de Paris : 727 cm3, 52 ch, 179 kg à sec et un réservoir de 29 L.
En 1990, elle passe à 800 cm3 (par augmentation de la course du piston) et prend le surnom de « Big DR ».
En 1991, elle subit un relooking plus élégant et s'affine légèrement, notamment grâce à son réservoir qui ne contient plus que 24 L.
La DR 750-800 est engagée au Paris-Dakar et soutenue par Suzuki de janvier 1988 à janvier 1991 avec comme chef d'équipe — et entre autres pilotes — Gaston Rahier. Au Paris-Le Cap (1992), une équipe est toujours présente et offre, comme à chaque fois, des positions très respectables au classement général final. Au Dakar 1993, le pilote français Patrick Sireyjol lui offre une très honorable 7e place, au regard des moyens démesurés investis par la concurrence.
Grâce à un nouvel allumage, elle développe une puissance maximale de 54 ch et un couple de 6,3 kg m.
Un point négatif est sa consommation en conduite rapide, pouvant atteindre 9 L/100 km.
Suzuki met un terme à la carrière de la 800 DR en 1997.